# Crepidodera aurea
Crepidodera aurea es un coleóptero de la familia Chrysomelidae. Fue descrita científicamente en 1785 por Geoffroy.